# Christian Maria Goebel
Christian Maria Goebel (* 14. August 1959 in Bochum) ist ein deutscher Schauspieler.

## Leben
Christian Maria Goebel ist der Sohn des Juristen Jürgen Goebel und seiner Frau Carla (geborene Schnorrenberg) und hat zwei jüngere Geschwister. Er legte 1979 am Albert-Einstein-Gymnasium Bochum sein Abitur ab, arbeitete als Fahrstuhlführer in einem Kaufhaus, als Wachmann, beim U-Bahn-Bau und am Band eines Autoherstellers. 1980 übersiedelte er nach Berlin. Zunächst studierte er an der Freien Universität Berlin Jura und Theaterwissenschaft. Parallel begann er mit Schauspielunterricht und Auftritten an Berliner Off-Theatern. Er vertiefte seine Schauspielarbeit in Workshops bei Lehrern des Actor's Studios NY (John Costopolus, Walter Lott und Susan Batson). 1984 bestand er die Aufnahmeprüfung zur Schauspielausbildung an der Hochschule der Künste Berlin. Während des Studiums verdiente er sich seinen Lebensunterhalt als Taxifahrer und schloss die Ausbildung 1987 ab. 
Privat
Christian Maria Goebel lebte bis zu deren Tod mit seiner Lebenspartnerin, der Journalistin und Radiomoderatorin Katja Schlesinger († Anfang Dezember 2016 an Darmkrebs), und den gemeinsamen drei Söhnen (* 2005, 2007, 2008) in Berlin.

## Arbeit als Schauspieler
Es folgten Engagements an der Freien Volksbühne Berlin (1988), an den Städtischen Bühnen Münster (1989), am Schauspiel Essen (1990–92), Théâtre de l'Ancre Brüssel (1992) und am Staatsschauspiel Dresden (1992–95). In seiner Dresdner Zeit entwickelte er zusammen mit dem Schauspieler, Regisseur und Sänger Friedrich Liechtenstein das Theaterstück Die Fruchtbarkeitstänzer und nahm an verschiedenen Kunstaktionen des Festspielhauses Hellerau teil. So beispielsweise den theatralen Adaptionen der Romane Der Obelisk und Ein Monat in Dachau des russischen Autors Wladimir Sorokin. Er beteiligte sich auch an Performances, etwa dem Sehr kurzen Stück für Bankdirektoren von Till Nikolaus von Heiseler mit Michaela Caspar. Die Videos der unangemeldeten Aktion wurden unter anderem auf dem Medienfestival Viper (Basel) und dem Centre Pompidou gezeigt. 1997 bekam er die Rolle eines der beiden Ermittler in der Fernsehserie SK Kölsch und spielte den ersten schwulen Serienkommissar im deutschen Fernsehen. Nach drei Jahren und 38 Folgen stieg er 2001 aus der Serie aus und wurde von Dirk Martens 2002 abgelöst. Im Anschluss spielte er für das französische Fernsehen den Gestapo-Chef von Lyon, Klaus Barbie. In den Jahren danach wurde er für durchgehende Rollen in der Kinderserie Die Pfefferkörner sowie der Comedyserie Das Büro besetzt und spielte seit 2005 zahlreiche und sehr unterschiedliche Rollen in Fernsehfilmen, Serien und Kriminalreihen für alle deutschen Sender.

## Filmografie

### Kino
- 1984: Der Sprung
- 1989: Fabrik der Offiziere
- 1992: Die Tigerin
- 2000: Bonhoeffer – Die letzte Stufe

### Fernsehen (Auswahl)
- 1998–2001: SK Kölsch (Fernsehserie, durchgehende Hauptrolle)
- 1999: Paul und Clara (Fernsehfilm)
- 2002: Jean Moulin – Une affaire française (Fernsehfilm, Klaus Barbie)
- 2002: Kein Mann für eine Nummer
- 2002: Alarm für Cobra 11 – Die Autobahnpolizei (Pilotfilm, „Feuertaufe“)
- 2003: Die Pfefferkörner (Fernsehserie, durchgehende Rolle)
- 2003–2004: Das Büro (Fernsehserie, durchgehende Rolle)
- 2003: Tatort – Dreimal schwarzer Kater (Fernsehserie, Episodenrolle)
- 2003: Polizeiruf 110 – Mama kommt bald wieder (Fernsehreihe)
- 2004: Die Rettungsflieger (zwei Folgen)
- 2005: Wilsberg: Schuld und Sünde (Fernsehserie, Episodenrolle)
- 2005: SOKO Leipzig – Voll Stoff (Fernsehserie, Episodenrolle)
- 2005: Der Ermittler (Fernsehserie, Episodenrolle)
- 2006: Tatort – Liebe macht blind
- 2006: Mister Nanny (Fernsehfilm)
- 2006: La Dame d’Izieu (Fernsehfilm)
- 2007: Alarm für Cobra 11 - Die Autobahnpolizei („Nemesis“ als Richard Lemercier)
- 2007: Der Abgrund – Eine Stadt Stürzt ein (Fernsehfilm)
- 2007: Noch ein Wort und ich heirate dich!
- 2007: Polizeiruf 110 – Tod eines Fahnders
- 2007: Ein starkes Team – Unter Wölfen (Fernsehserie, Episodenrolle)
- 2008: Inga Lindström: Hannas Fest (Fernsehfilm)
- 2008: Der Kriminalist – Mauer im Kopf (Fernsehserie, Episodenrolle)
- 2009: Tatort – Um jeden Preis
- 2009: Tatort – Platt gemacht
- 2010: Lasko – Die Faust Gottes („Clarissas Hochzeit“)
- 2010: Polizeiruf 110 – Fremde im Spiegel
- 2010: Tatort – Schön ist anders
- 2013: Danni Lowinski – Herzensache
- 2013: Rote Rosen
- 2013: Heldt (Fernsehserie, Folge Kopf des Indianers)
- 2015: Notruf Hafenkante (Fernsehserie, Folge Hans im Glück)
- 2015: Dengler – Die letzte Flucht
- 2015: In aller Freundschaft – Die jungen Ärzte (Fernsehserie, Folge Traumtänzer)
- 2017: Einstein – Elvis lebt
- 2017: Tatort – Fangschuss
- 2018: In aller Freundschaft (Fernsehserie, Folgen Aufgeben verboten und Klippensprünge)
- 2018: Inga Lindström – Vom Festhalten und Loslassen
- 2020: Unsere wunderbaren Jahre
- 2022: Inventing Anna
- 2023: SOKO Potsdam (Fernsehserie, Folge Prost)